# 181 v. Chr.
Portal Geschichte | Portal Biografien | Aktuelle Ereignisse | Jahreskalender | Tagesartikel

◄ |
3. Jahrhundert v. Chr. |
2. Jahrhundert v. Chr. |
1. Jahrhundert v. Chr. |
►

◄ | 200er v. Chr. | 190er v. Chr. | 180er v. Chr. | 170er v. Chr. |
160er v. Chr. |
►

◄◄ | ◄ | 184 v. Chr. | 183 v. Chr. | 182 v. Chr. | 181 v. Chr. |
180 v. Chr. |
179 v. Chr. |
178 v. Chr. |
► |
►►
Staatsoberhäupter

## Ereignisse
- Die Histrier greifen die römische Kolonie Aquileia an und werden zurückgeschlagen.
- Die Konsuln Publius Cornelius Cethegus und Marcus Baebius Tamphilus erlassen mit der Lex Cornelia Baebia de ambitu das erste Gesetz gegen Amtserschleichung (ambitus) in der römischen Geschichte.

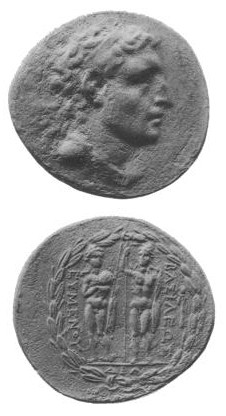
Münze des Eumenes II.

- Prusias II. von Bithynien unterstützt Eumenes II. von Pergamon in seinem Krieg gegen Pharnakes I. von Pontos. Inzwischen unternimmt Rom diplomatische Schritte, um den Krieg zu beenden.
- König Philipp V. von Makedonien lässt seinen Sohn Demetrios wegen angeblicher Verschwörung hinrichten. Vermutlich wird der prorömische Demetrios Opfer einer Intrige seines älteren Bruders Perseus.

## Geboren
- um 181 v. Chr.: Quintus Servilius Caepio, römischer Politiker († 112 v. Chr.)

## Gestorben
- Demetrios, makedonischer Prinz, hingerichtet